# Ripley (serie de televisión)
Ripley es una serie de televisión estadounidense de suspenso psicológico de 2024, basada en la novela policial El talento de Mr. Ripley (1955) de Patricia Highsmith. Protagonizada por Andrew Scott como Tom Ripley, Johnny Flynn como Dickie Greenleaf y Dakota Fanning como Marge Sherwood, la serie de duración limitada de ocho episodios fue creada, escrita y dirigida por Steven Zaillian. Es la primera adaptación en serie de la novela de Highsmith, después de las versiones cinematográficas A pleno sol (1960) y The Talented Mr. Ripley (1999).
Ripley estaba originalmente programada para emitirse en el canal de televisión Showtime, pero en febrero de 2023 la serie se trasladó a Netflix. Finalmente se estrenó el 4 de abril de 2024.

## Trama
En la Nueva York de los años 60, Tom Ripley, un estafador poco exitoso, quien vive en un hotel destartalado, es contratado por un hombre rico para convencer a su hijo pródigo de que regrese a casa desde Italia. Pero la introducción de Tom a la cómoda y tranquila vida de Dickie Greenleaf en el extranjero «es el primer paso hacia una vida compleja de engaño, fraude y asesinato».

## Elenco
- Andrew Scott como Tom Ripley
- Dakota Fanning como Marge Sherwood
- Johnny Flynn como Dickie Greenleaf
- Eliot Sumner como Freddie Miles
- Maurizio Lombardi como inspector Pietro Ravini[2]

### Estrellas invitadas
- Kenneth Lonergan como Herbert Greenleaf
- Ann Cusack como Emily Greenleaf[3]
- Bokeem Woodbine como Alvin McCarron
- Vittorio Viviani como Matteo[3]
- Louis Hofmann como Max Yoder[3]
- Margherita Buy como Signora Buffi, la casera de Ripley[4]
- Fisher Stevens como Edward T. Cavanagh
- John Malkovich como Reeves Minot

## Lista de episodios
| N.° | Título                | Escritor        | Director        | Resumen |
| --- | --------------------- | --------------- | --------------- | --- |
| 1   | A HARD MAN TO FIND    | Steven Zaillian | Steven Zaillian | En la década de 1960 en la ciudad de Nueva York, el rico constructor naval Herbert Greenleaf se acerca al estafador de poca monta Tom Ripley, a quien confunde con un amigo de su hijo mimado, Dickie. Herbert le paga a Tom para que vaya a Italia y convenza a Dickie de que regrese a casa después de años en el extranjero, supuestamente escribiendo y pintando. Tom va a Atrani, donde conoce a Dickie y su novia, Marge, quien está escribiendo un libro de viajes sobre Atrani. Tom se enamora del apuesto Dickie y de su estilo de vida despreocupado. |
| 2   | II SEVEN MERCIES      | Steven Zaillian | Steven Zaillian | Tom le confiesa a Dickie sobre el plan de su padre, pero dice que entiende por qué Dickie prefiere quedarse en Italia. Dickie se deja engañar por la supuesta honestidad de Tom y lo invita a quedarse en su villa. Dickie es amigable, mientras que Marge trata con frialdad al socialmente incómodo Tom. En Nápoles, Dickie y Tom conocen a Freddie Miles, un rico dramaturgo que sospecha de Tom. Freddie propone que Dickie (con Marge) pase la Navidad con él esquiando en Cortina. Tom y Dickie van a una cantina en ruinas a tomar una copa y reciben una serenata de una joven cantante, muy parecida a la verdadera estrella del pop italiano de los años 1960 Mina. Tom parece hechizado por la letra de «Il cielo in una stanza», sobre dos amantes solos bajo el cielo. Un gánster local llamado Carlo se acerca a Tom y le ofrece una gran suma de dinero para llevar una maleta a París. Emocionado, Tom se acerca a Dickie, quien se muestra incrédulo de que Tom siquiera lo considere. Tom le escribe a Herbert, afirmando que está logrando avances para convencer a Dickie de que regrese a casa y le pide más fondos. Dickie se acerca a Tom vestido con su ropa. Dickie cree que Tom está enamorado de él, aunque Tom lo niega. |
| 3   | SOMMERSO              | Steven Zaillian | Steven Zaillian | Tom recibe una carta de Herbert, informándole que después de dos meses, sus intentos de persuadir a Dickie para que regresara han sido un fracaso. Dickie también recibe una carta de su padre diciéndole que tenga cuidado con Tom. Dickie se ofrece a llevar a Tom de viaje a San Remo. Alquilan un pequeño bote, donde Dickie le dice que él y Marge van a pasar la Navidad con Freddie en Cortina d'Ampezzo sin él. Tom reflexiona sobre ser abandonado por ellos y despedido por Herbert. Dickie le dice que su padre sospechaba de él después de afirmar que estaba cerca de convencerlo de que se fuera, mientras que Dickie le escribió que era todo lo contrario. Tom mata a golpes a Dickie con un remo y arroja su cuerpo atado al ancla. Su intento de quemar el bote con gasolina fracasa, por lo que lo llena de piedras y lo hunde en una cala. Con el anillo de Dickie (después de haber tomado sus objetos de valor), abandona San Remo y escapa antes de ser descubierto por el propietario del barco, que está denunciando el robo del barco a la policía. |
| 4   | LA DOLCE VITA         | Steven Zaillian | Steven Zaillian | Tom regresa a Atrani y recoge los efectos personales de Dickie, afirmando que este se encuentra ahora en Roma. Marge no está convencida. Tom vende algunos de los objetos de valor de Dickie y se acerca a Carlo para venderle el barco de Dickie. En Roma, Tom asume la identidad de Dickie y comienza a vivir su vida privilegiada. |
| 5   | LUCIO                 | Steven Zaillian | Steven Zaillian | Tom alquila un apartamento en Roma y vive del dinero de Dickie, enviando cartas para crear la ilusión de que Dickie todavía está vivo. Freddie, siguiendo a Dickie, llega inesperadamente al apartamento y descubre el plan de Tom. Se enfrenta a Tom por ser un delincuente menor en Nueva York. Mientras Freddie intenta irse, Tom lo mata a golpes con un pisapapeles. Abandona el cuerpo de Freddie en su Fiat y tira sus documentos de identidad. |
| 6   | SOME HEAVY INSTRUMENT | Steven Zaillian | Steven Zaillian | La policía descubre el cuerpo de Freddie e inicia una investigación sobre la muerte del inglés. El asesinato aparece en primera plana y Dickie figura como testigo. El inspector Ravini interroga a Tom, quien cree que es Dickie, después de un consejo del amante de Freddie, Max Yoder. Mientras tanto, en San Remo, se descubre el barco parcialmente quemado y manchado de sangre, lo que lleva de regreso a Dickie y Tom. En Atrani, Marge descubre que el barco de Dickie fue vendido y lee sobre la muerte de Freddie. Ella va a Roma en busca de respuestas, pero Tom insiste en que Dickie se ha ido. Tom se va a Palermo. |
| 7   | MACABRE ENTERTAINMENT | Steven Zaillian | Steven Zaillian | El inspector Ravini continúa investigando el caso y busca en Roma a Tom Ripley, de quien sospecha que pudo haber sido asesinado por Dickie en San Remo. Él cree que Marge le mintió cuando le dijo que vio a Tom en Roma. El banco de Dickie se pone en contacto con Ravini por una discrepancia en las firmas del pago mensual del fideicomiso de Dickie. Tom resuelve el asunto con una carta que convence al banco de que no hubo fraude. Los periódicos informan que Tom Ripley está desaparecido y que su desaparición posiblemente esté relacionada con el asesinato de Freddie. Tom se va de nuevo, esta vez a Venecia. |
| 8   | NARCISSUS             | Steven Zaillian | Steven Zaillian | Tom alquila un palacio en Venecia con su nombre real e informa a la policía veneciana que está vivo. Se disfraza con éxito cuando llega Ravini para entrevistarlo. Tom es recibido por la alta sociedad de Venecia, que siente curiosidad por Dickie, a quien la prensa apoda el «playboy fugitivo». Marge llega y asisten juntos a una fiesta organizada por Peggy Guggenheim. Herbert llega a Italia y acepta la historia de que Dickie, abatido, deprimido por su fracaso como artista e involucrado en la muerte de Freddie, se quitó la vida. Marge envía una copia de su libro sobre Atrani a Ravini, quien se sorprende al ver su foto del verdadero Dickie Greenleaf. |

## Producción

### Desarrollo
Showtime encargó una serie de ocho episodios sobre el personaje Tom Ripley creado por Patricia Highsmith, que serían escritos y dirigidos por Steven Zaillian, quien había presentado la serie a la cadena. Zaillian explicó que adaptar el material como una serie en lugar de un largometraje le "permitió ser más fiel a la historia, el tono y las sutilezas del trabajo de Highsmith. [Traté] de abordar mi adaptación de una manera que imaginaba que ella misma lo haría." Zaillian se desempeñó como productor ejecutivo junto a Garrett Basch, Guymon Casady, Ben Forkner, Sharon Levy y Philipp Keel, con Andrew Scott como productor. La serie fue coproducida por Showtime y Endemol Shine North America en asociación con Entertainment 360 y Filmrights. Aunque estaba proyectada como una serie limitada a única temporada, es posible una continuación.

### Casting
El 25 de septiembre de 2019, se hizo público que Andrew Scott había sido elegido como Tom Ripley. Johnny Flynn fue posteriormente elegido como Dickie Greenleaf en enero de 2020, y en marzo de 2021 Dakota Fanning fue elegida como Marge Sherwood. Eliot Sumner se unió al elenco en un papel recurrente en diciembre de 2021. John Malkovich, quien interpretó a Ripley en la película Ripley's Game (2002), fue elegido como Reeves Minot, un personaje secundario en las últimas novelas de Ripley de Highsmith.
Scott dijo sobre su interpretación: «No juegas con las opiniones, las actitudes previas que la gente pueda tener sobre Tom Ripley... Tengo que tener el coraje de crear nuestra propia versión y mi propia comprensión del personaje», y agregó: «Fue un papel muy duro. Lo encontré muy duro mental y físicamente». Describió comprender lo que hace Ripley como «arduo» y explicó: «Ciertas cosas puedo entender, pero otras cosas...en realidad, es el vacío con el que a veces es difícil interactuar».

### Rodaje
Se planeó que el rodaje comenzara en Italia en septiembre de 2020, pero luego se retrasó hasta 2021. Robert Elswit fue el director de fotografía de los ocho episodios y filmó con cámaras digitales Arri Alexa LF. En febrero de 2023, la serie se encontraba en las primeras etapas de postproducción. Ripley se rodó en blanco y negro. Zaillian explicó: "La edición del libro de Ripley que tenía en mi escritorio tenía una evocadora fotografía en blanco y negro en la portada. Mientras escribía, mantuve esa imagen en mi mente. El blanco y negro encaja en esta historia, y es espléndido."

## Estreno
Inicialmente se anunció que Ripley se transmitiría en Showtime, pero en febrero de 2023 Deadline Hollywood informó que la serie se trasladaría a Netflix, donde fue estrenada el 4 de abril de 2024.

## Recepción
El sitio web de recopilación de reseñas Rotten Tomatoes indicó un índice de aprobación del 86% basado en 79 reseñas de críticos. El consenso de los críticos del sitio web dice: "Bañada en opulento blanco y negro con un reptil Andrew Scott manteniendo la pantalla como rehén, la suntuosa reinterpretación de Ripley de Steven Zaillian extrae sangre fresca del insidioso escalador social de Patricia Highsmith".En el sitio web Metacritic, la serie tiene una puntuación promedio ponderada de 75 sobre 100 basada en 38 críticas, lo que indica "críticas generalmente favorables".